# アミティヴィル/呪われた家
『アミティヴィル/呪われた家』（The Amityville Terror）は2016年のホラー映画。『悪魔の棲む家』と同じくアミティヴィルの恐怖を題材としている。

## あらすじ
ジェシカとトッドの夫妻とその娘と叔母の家族はアミティビルの屋敷に引っ越してきた。
引っ越してすぐに叔母のシェアが浴槽で硫酸を浴びせられる幻覚に襲われた事を始めに、家族の身の回りで怪奇現象が起こるようになる。
娘のヘイリーはアミティヴィルで知り合った同じ学校に通う青年ブレットに相談すると彼が云うには、あの屋敷はいわくがあって、昔にジミー・オベレストという少年が両親を殺害に妹を酸で溺死させた
事件があった事故物件であるという。
ヘイリーは屋敷について調査を行うと、それはただの事故物件ではなく、その裏には黒幕がいるということが明かされていく。

## キャスト
- ヘイリー・ジェイコブソン - ニコール・トンプキンス
- トッド・ジェイコブソン - カイウィ・ライマン・メルセロー
- ジェシカ・ジェイコブソン - キム・ニールセン
- シェイ・ジェイコブソン - アマンダ・バートン
- ブレット - トレヴァー・スタインズ
- テレサ - クリスティ・セント・ジョン
- デリラ・マッコールスター - トーニャ・ケイ
- マイク・アルコス - ボビー・エンプレヒティンガー
- ジェニー・チャン - レイ・リング・バーンスタイン
- カレン - クラウディア・ケイ
- ハンク - コーリー・クネヒト
- テイラー夫人 - サラ・リーヴィング
- サリー - シェールハブシャー
- クレア - プリシラ・エンプレヒティンガー
- フェイス・ダグラス - ジョサリン・サエンズ
- レイ・ダグラス - トミー・ナッシュ
- ベン・ダグラス - キングスリー・クネヒト
- デビッド・クランストン - フィリップ・J・デイ
- ペニー - ジュリア・レイ

## スタッフ
- 製作総指揮：エラン・ダッサニ
- 製作：ジャスティン・ジョーンズ
- 監督：マイケル・アンジェロ
- 脚本：アマンダ・バートン
- 撮影：マイケル・S・オジェダ
- 音楽：ダレン・モーズ
- 上映時間：84分